# Nina Otkalenko
Nina Grigor'evna Otkalenko, nata come Pletnyova, (in russo Нина Григорьевна Откаленко?; Kursk, 23 maggio 1928 – 13 maggio 2015), è stata una mezzofondista sovietica, specializzata negli 800 metri piani, disciplina di cui è stata campionessa europea a Berna 1954.

## Biografia
Correndo coi colori dell'Unione Sovietica, negli anni '50, Nina Otkalenko dominò la specialità degli 800 metri per quasi un decennio. Stabilì cinque record mondiali consecutivi tra il 1951 ed il 1955. Il suo ultimo record del mondo, di 2'05"0, stabilito il 24 settembre 1955 a Zagabria, non sarà migliorato che nel 1960 dalla sua connazionale Ljudmila Ševcova.
Non potendo disputare i Giochi olimpici, visto che la prova degli 800 m femminili era stata tolta dal programma nel 1928 (verrà reinserita nel 1960), Nina Otkalenko riuscì ad ottenere una medaglia d'oro in una grande competizione internazionale agli Europei del 1954 a Berna in Svizzera, dove vinse col tempo di 2'08"8/10, davanti alla britannica Diane Leather.

## Record del mondo
Nel corso della propria carriera Nina Otkalenko ha stabilito più volte il record del mondo degli 800 metri piani:
- 2'12"0 il 26 agosto 1951 a Minsk
- 2'08"5 il 15 giugno 1952 a Kiev
- 2'07"3 il 27 agosto 1953 a Mosca
- 2'06"6 il 16 settembre 1954 a Kiev
- 2'05"0 il 24 settembre 1955 a Zagabria

## Palmarès
| Anno | Manifestazione | Sede  | Evento    | Risultato | Prestazione | Note |
| ---- | -------------- | ----- | --------- | --------- | ----------- | ---- |
| 1954 | Europei        | Berna | 800 metri | Oro       | 2'08"8      |      |